# Урсинув (Мазовецьке воєводство)
Урсинув (пол. Ursynów) — село в Польщі, у гміні Ґловачув Козеницького повіту Мазовецького воєводства.
Населення — 229 осіб (2011).
У 1975—1998 роках село належало до Радомського воєводства.

## Демографія
Демографічна структура станом на 31 березня 2011 року:
|          | Загалом | Допрацездатний вік | Працездатний вік | Постпрацездатний вік |
| -------- | ------- | ------------------ | ---------------- | -------------------- |
| Чоловіки | 117     | 21                 | 85               | 11                   |
| Жінки    | 112     | 17                 | 55               | 40                   |
| Разом    | 229     | 38                 | 140              | 51                   |